# Strada Bulgară din Chișinău
Strada Bulgară (între anii 1834-1924 – str. Bolgarskaia (Bulgară); 1924-1944 – str. General Drăgălina; 1944-1991 – str. Bolgarskaia) este o stradă din centrul istoric al Chișinăului. 
De-a lungul străzii sunt amplasate o serie de monumente de arhitectură și istorie (casa individuală, nr. 1, casa de raport, nr. 13, clădirea fostei școli, casa individuală, nr. 24, casa de raport, nr. 28, casa de raport, nr. 99, casa de raport, nr. 105 etc), precum și clădiri administrative (Pretura Sectorului Centru, Inspectoratul de Poliție Centru, Biserica Adormirea Maicii Domnului, scuarul „Mihai Dolgan” și altele). 
Strada începe de la intersecția cu str. Alexei Mateevici, intersectând alte 7 artere și încheindu-se la intersecția cu str. Alexandru cel Bun; este întreruptă de Piața Centrală între bd. Ștefan cel Mare și Sfânt și str. Mitropolit Varlaam.

## Legături externe
- Strada Bulgară din Chișinău la wikimapia.org